# Ian Matos
Ian Matos (ur. 24 kwietnia 1989 w Belém, zm. 21 grudnia 2021 w Rio de Janeiro) – brazylijski skoczek do wody specjalizował się w skokach synchronicznych.
Dwukrotnie reprezentował swój kraj w mistrzostwach świata, brał udział również w zawodach Pucharu Świata. W 2016 roku był członkiem reprezentacji olimpijskiej podczas igrzysk w Rio de Janeiro na których zajął 8. miejsce w skokach synchronicznych do wody z trampoliny 3 m. W 2010 roku zdobył trzy brązowe medale w Igrzyskach Ameryki Południowej rozgrywanych w Medellín. Pod koniec października 2021 trafił z infekcją gardła do szpitala, która zajęła płuca olimpijczyka. Spędził tam prawie 2 miesiące. 20 grudnia wieczorem jego stan znacząco się pogorszył, zmarł następnego dnia.